# Billy Kim
Billy (Jang Hwan) Kim (ur. 25 lipca 1934 w Suwon) – baptystyczny pastor i lider, był prezydentem Światowego Związku Baptystycznego w latach 2000-2005.

## Życiorys
Opuścił Koreę 12 listopada 1951 roku. Studiował na Bob Jones University oraz North Greenville University. W lutym 1959 został wyświęcony na pastora w listopadzie tego samego roku ukończył studia. Billy Kim rozpoczął pracę w 1960 roku jako pastor zboru liczącego 10 członków w Suwon. W roku 2000 jego zbór liczył 7 tysięcy. Obecnie zbór liczy 15 tysięcy członków.
W roku 2000 został prezydentem Światowego Związku Baptystycznego i funkcję tę sprawował do roku 2005. Jest także prezydentem Azjatyckiej Federacji Baptystycznej.
W roku 1973 był tłumaczem amerykańskiego ewangelisty Billy’ego Grahama podczas jego krucjaty w Seulu, co uważa za swoje największe osiągnięcie życiowe.